# Шипуватий веслоніг крапчастий
Шипуватий веслоніг крапчастий (Nyctixalus pictus) — вид земноводних з роду Шипуватий веслоніг родини Веслоногі.

## Опис
Загальна довжина сягає 3—3,8 см. Самці трохи дрібніші за самиць. Морда витягнута. Барабанна перетинка добре помітна, але невелика, значно менше діаметра ока. Тулуб тонкий та витончений. Задні лапи довгі. На кінцях пальців розвинені невеликі округлі присоски. На пальцях задніх кінцівок розвинена невелика, менше третини довжини пальців, перетинка. Шкіра на спині, голові і верхній стороні лап вкрита дрібними горбиками. Забарвлення яскраво-червоне або помаранчеве з невеликими численними білими цятками. Верхня частина райдужки ока біла, а нижня забарвлена у колір спини.

## Спосіб життя
Полюбляє первинні, давні вторинні ліси, рівнинні та горбисті місцевості. Зустрічаються на висоті від 50 до 700 м, іноді навіть до 1600, над рівнем моря. Веде деревний спосіб життя. Живе на деревах і чагарниках. Трапляється переважно на листках, на висоті від 3 метрів і вище. Живиться дрібними комахами.
Це яйцекладна жаба. Самці групами по 2—4 особин збираються навколо невеликих тимчасових водойм, що утворюються в розвилках гілок і порожнинах кори. Пуголовки завдовжки 5,3 см розвиваються в таких тимчасових водоймищах.

## Розповсюдження
Мешкає на півдні Таїланду, в Малайзії, на островах Суматра, Калімантан, Ментавай (Індонезія), Палаван (Філіппіни).